# 卡曾加·卢阿卢阿
卡曾加·卢阿卢阿（英語：Kazenga LuaLua，1990年12月10日—）是一名剛果民主共和國職業足球員，出身纽卡斯尔联青訓系統，擔任翼鋒，現效力於希臘足球超級聯賽球隊利華迪亞高斯。
他的哥哥洛马纳·卢阿卢阿亦曾效力纽卡斯尔联。

## 生平
卢阿卢阿在出生後不久即舉家移居英國，自小已跟隨哥哥加盟紐卡素，在球隊青訓系統成長，是紐卡素U18青年軍晉級2005/06年球季英格蘭足總盃準決賽的一員，其後獲提升上預備隊及一隊的板凳球員。
2009年3月26日獲外借到英冠球隊一個月，獲得4場上陣機會。2010年2月9日再被借到英甲球會白禮頓一個月，期間上陣5場，協助球隊取得4場不敗走勢，獲延長借用到球季結束，最終合共取得11場上陣機會。2010年8月31日白禮頓領隊普耶再向紐卡素借用卢阿卢阿直到翌年1月3日，上陣11場取得4個入球及4次助攻，是白禮頓位列榜首的重要棋子，惟11月13日作客1-3負於，完場前腳踝骨折，隨即送返聖占士公園球場接受治療，預計需養傷長達10星期。雖然如此，卢阿卢阿仍獲選為「聯賽10月最佳青年球員」。
2011年7月16日卢阿卢阿再獲借用到已升班英冠的白禮頓，為期6個月，更有望於借用期滿後正式加盟。11月21日白禮頓宣佈正式羅致路亞路亞，轉會費沒有透露，簽署三年合約。

## 外部連結
- 足球数据库：卡曾加·卢阿卢阿的球员统计数据
- 紐卡素官網簡歷
- 白禮頓官網簡歷